# 일본국유철도 ED75형 전기 기관차
일본국유철도 ED75형 전기 기관차(일본어: 国鉄ED75形電気機関車)는 일본국유철도(국철)이 1963년부터 제조한 교류용 전기 기관차이다.

## 개요
1963년 조반선이 이와키까지 교류 전철화되어 지금까지의 ED71형의 후계 기종으로 광대한 운용에 범용성을 중시하여 설계된 기관차이다.
투입 개시 이후 당초 구상의 도호쿠·조반 지구 외에도 홋카이도와 규슈에 투입되어 사실상의 표준 형식으로 1976년까지 총 302량이 제조되었다. 특급 열차에서 일반 화물 열차까지 폭넓게 운용되었으나, 1980년대 이후 EF81형의 운용 확대, 야간 객차 열차나 화물 열차의 축소, 보통 객차 열차의 전동차·기동차화 등으로 운용이 감소하고 JR로 전환될때에는 대량 폐차되었다. 그 직후 폐차된 일부 차량이 일본화물철도(JR화물)의 수송량 증가에 대응하기 위해 부활 운용에 투입되었으며 그때는 EH500형의 증가로 대부분 도태되었다.

## 운용의 변천 및 현황
1997년에 EF62형이 운용을 이탈하여 이후 JR에서 정기 운용을 가진 전기 기관차로서는 운용 개시 년도가 가장 오래된 형식이지만, 1990년대 이후 여객사에서는 객차 열차의 폐지, 화물에서도 EH500형의 증가하여 퇴역은 가속화되었다. 그리고 2012년 3월 17일의 다이아 개정으로 본 계열의 정기 운용은 종료되었다.